# 尼安蒂克 (伊利諾伊州)
尼安蒂克（英語：Niantic）是位於美國伊利諾伊州梅肯縣的一個村落。

## 地理
尼安蒂克的座標為39°51′18″N 89°09′56″W / 39.85500°N 89.16556°W，而該地最高點為海拔高度183米（即600英尺）。

## 人口
根據2010年美國人口普查的數據，尼安蒂克的面積為2.77平方千米，當中陸地面積為2.77平方千米，而水域面積為0.00平方千米。當地共有人口707人，而人口密度為每平方千米255人。